# Medo Halimy
Mohammad "Medo" Halimy (árabe: ميدو حليمي ‎; Gaza, 12 de marzo de 2005 - Jan Yunis, 26 de agosto de 2024) fue un bloguero e influencer palestino que vivía en la Franja de Gaza. Era conocido por sus videos acerca de la «vida en una tienda de campaña», que documentaban sus experiencias en un campamento para desplazados palestinos durante la guerra de Gaza. Murió el 26 de agosto de 2024, tras ser alcanzado por un trozo de metralla durante un ataque aéreo israelí en la ciudad de Jan Yunis, al sur de la Franja.

## Infancia y educación
Halimy nació y se crio en Gaza, Palestina. Era hijo de Adi Al-Halimy y tenía cuatro hermanos y una hermana. Halimy formó parte del programa de Intercambio y Estudio Juvenil Kennedy-Lugar, organizado por el Departamento de Estado de los Estados Unidos, que permitía a los alumnos de países predominantemente musulmanes vivir y estudiar en los Estados Unidos durante un curso académico. Durante su estancia en este país, estudió en el Harker Heights High School de Harker Heights, Texas, en el curso 2021-2022. En el verano de 2023, Halimy trabajó en la organización benéfica Spark, con sede en Gaza. Hasta el 7 de octubre de 2023, Halimy había estado estudiando ciencias políticas y economía en la Universidad Al-Azhar de Gaza. La familia Halimy se vio forzada a desplazarse de su hogar en la capital gazatí al comienzo de la guerra de Gaza. La invasión israelí de la Franja de Gaza y las repetidas órdenes de expulsión emitidas por el ejército israelí obligaron a su familia a desplazarse en repetidas ocasiones, trasladándose entre Jan Yunis y Rafah. A finales de abril de 2024, cuando el ejército israelí puso en marcha la invasión de Rafah, fueron enviados de vuelta a Jan Yunis. Durante todo este tiempo, su abuela murió debido a la escasez de medicamentos ocasionada por el bloqueo israelí de la Franja de Gaza.

## En redes sociales
Halimy creó su cuenta de TikTok después de llegar con su familia a al-Mawasi, una zona costera al sur de la Franja que Israel había designado como «zona humanitaria segura». Ganó una gran cantidad de seguidores en Instagram y TikTok en el verano de 2024 gracias a sus vlogs, que documentaban su vida diaria en un campamento para desplazados internos. Halimy mostró al mundo su «vida en una tienda de campaña», en la que se mezclaban momentos de alegría con condiciones de vida condiciones mortales y con un acceso limitado a internet, así como también cómo hacía las tareas domésticas, conseguía comida y se las arreglaba para combatir el aburrimiento. Halimy afirmaba que estos vlogs tenían como objetivo mostrar la resiliencia, la fuerza y la supervivencia del pueblo palestino. Además de estos vlogs diarios, también tenía una serie de vídeos de jardinería en los que plantaba semillas fuera de su tienda para representar la vida. Junto con su colaborador Talal Murad, crearon una página conjunta de Instagram llamada Gazan Experience donde respondían a las preguntas de los usuarios sobre cómo vivían los habitantes de Gaza durante la guerra. Halimy fue muy elogiado por sus seguidores por lograr encontrar pequeños momentos de alegría en medio de la destrucción que lo rodeaba.

## Muerte
El 26 de agosto de 2024, Halimy fue alcanzado por un trozo de metralla durante un ataque aéreo israelí en la ciudad de Jan Yunis, al sur de la Franja. La bomba israelí impactó en una calle cercana a donde se encontraban Halimy y su colaborador Murad, que fueron alcanzados por la onda expansiva y la metralla del ataque. Murad describe que pudo ver un automóvil en llamas frente a ellos y luego encontró a Halimy sangrando por la cabeza. Tardó 10 minutos en llegar un coche para llevaros al hospital. Un equipo NBC News lo filmó mientras lo llevaban a la unidad de cuidados intensivos del Hospital Nasser de Jan Yunis. Horas después, sucumbió a sus heridas y murió.
Su muerte provocó una oleada de dolor en las redes sociales, donde sus seguidores expresaron la conmoción y la tristeza generada por su muerte, debido en gran medida a las estrechas conexiones personales que habían creado con él gracias a sus videos.